# Cave Johnson (personaggio)
Cave Johnson è un personaggio del videogioco del 2011 Portal 2. È stato creato da Erik Wolpaw e doppiato dall'attore americano J. K. Simmons. È il fondatore della Aperture Science, nei cui laboratori sono ambientati entrambi i giochi della serie. Il suo nome compare sotto forma di username in Portal, mentre in Portal 2 vi sono varie registrazioni da lui effettuate quando era alla guida della Aperture Science (dalla fondazione negli anni quaranta fino alla sua morte, negli anni ottanta) che guidano la protagonista, Chell, nella sua esplorazione delle parti abbandonate dei laboratori.

## Creazione
Cave Johnson viene descritto come un "eccentrico miliardario morto" e "estroverso, entusiasta e arrogante". È il fondatore della Aperture Science, di cui è stato amministratore delegato fino alla morte. Inizialmente avrebbe dovuto essere il protagonista di Portal 2, in cui il giocatore controllava Johnson intrappolato all'interno di un computer, tuttavia l'idea venne abbandonata. Più tardi si è ipotizzato di usare Cave Johnson come antagonista principale, ma anche questa idea venne abbandonata. Si è venuti a conoscenza di questa ipotesi da alcune sue frasi trapelate.
Johnson è stato concepito fin dai tempi di Portal come un "industriale meridionale", in contrasto con la natura "asettica" e "politicamente corretta" della Aperture Science. Anche se il character design è cambiato più volte nel corso dello sviluppo del gioco, la scelta di J.K. Simmons ha consolidato in modo definitivo il personaggio. Nel corso del gioco compaiono vari ritratti di Cave Johnson in varie epoche, e anche se Valve ha effettuato un casting per cercare qualcuno da usare come base per il volto di Johnson, alla fine decisero di ispirarsi al loro capo animatore, Bill Fletcher.
Anche se sono state evidenziate delle somiglianze tra Cave Johnson e Andrew Ryan, il magnate che ha creato la città sottomarina di Rapture in BioShock, Wolpaw dice di non essere stato influenzato da Ryan nella creazione di Cave Johnson.

## Apparizioni
L'unica apparizione di Cave Johnson è in Portal 2 e in alcuni trailer, sebbene ci sia un riferimento a lui sotto forma di username anche nel primo Portal. Non compare mai direttamente, ma soltanto come voce in vari messaggi preregistrati lasciati nelle zone abbandonate dei laboratori Aperture Science, messaggi che svelano in parte la storia della Aperture. In questi messaggi spesso parla della sua segretaria, Caroline, che è presente in un paio di essi. Man mano che Chell risale i livelli, i messaggi evidenziano la decadenza della Aperture Science e il peggiorare della salute di Cave Johnson. Johnson finisce per contrarre una malattia incurabile a causa di un avvelenamento da polvere di rocce lunari (da lui stesso acquistate e ridotte in polvere per creare il gel di conversione), e inizia a portare avanti il progetto di trasferire la coscienza umana in un computer. Suggerisce, nel caso tale progetto non venga portato a termine prima della sua morte, di mettere Caroline a capo della Aperture, anche con la forza, se necessario. Grazie a questi messaggi si scopre che GLaDOS, l'intelligenza artificiale che governa i laboratori Aperture Science, è basata sulla personalità di Caroline. Sebbene Johnson non dica mai esplicitamente di inserire Caroline in un computer contro la sua volontà, questo potrebbe essere successo a causa di un malinteso sulle sue ultime volontà, o perché sarebbe stato il modo migliore per permetterle di controllare l'intero complesso.

## Accoglienza

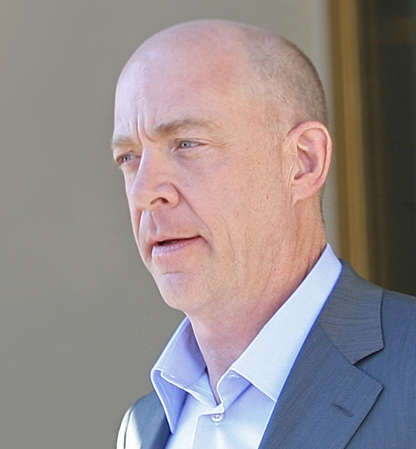
J. K. Simmons, il doppiatore di Cave Johnson.

Steve Watts di 1UP.com ha paragonato Cave Johnson al magnate Howard Hughes. Un giornalista di Edge ha scritto che la "star a sorpresa" del gioco è stato J.K. Simmons nei panni di Cave Johnson, descrivendolo come un "maschio alfa burbero e acido che ha fondato la Aperture, che lavora con brio e mordente" e che anche se sarebbero difficili da citare, le sue battute hanno "un'intonazione perfetta e sono spassosissime". Adam Ghiggino di PALGN ha scritto che i dialoghi di Portal 2 sono divertenti citando Simmons come esempio. Tyler Wilde di GamesRadar ha definito Johnson "bombastic" e ha lodato Simmons per la sua interpretazione "perfetta". Will Tuttle di GameSpy ha scritto che è "difficile non sentirsi stranamente onorati di aver partecipato anche solo ad alcuni degli esperimenti che hanno costellato la sua carriera". Ha anche commentato che la voce di Simmons "ha fuso perfettamente gravità e sciocchezza, e ho trovato le sue battute altrettanto buone la seconda volta che ho ricominciato il gioco". Will Herring di GamePro ha scritto che la Valve dovrebbe essere "encomiata" per aver creato il personaggio di Cave Johnson. Jon Hicks di Official Xbox Magazine ha descritto Johnson come un tipo "mastica-sigaro, accidenti alle spese e soprattutto alle precauzioni per la salute".
Andy Robinson di Computer and Video Games ha descritto la personalità di Johnson come "chiassosa" e il doppiaggio di Simmons "a pennello". Ben PerLee di GameZone ha descritto Cave Johnson come "il tipico magnate folle, testardo e determinato, alla faccia del governo e dei diritti umani" e che "la sua relazione con GLaDOS dà un eccellente punto focale per il secondo episodio". Dan Stapleton di PC Gamer ha scritto che il suo "approccio comicamente sociopatico alla scienza è secondo solo a GLaDOS". Ha anche elogiato l'interpretazione di Cave Johnson da parte di Simmons per la sua "voce opportunamente irascibile". Ryan Davis di Giant Bomb ha definito il doppiaggio di Simmons "magnifica" e ha descritto lo stesso Simmons come uno che "non le manda mai a dire, la tipica personalità da capo prepotente". Larry Frum di CNN ha lodato l'attitudine "sarcastica e istintiva" di Johnson per il suo contributo ai dialoghi del gioco. Lou Kesten di Associated Press ha scritto che Cave è un personaggio "memorabile", e che Simmons ha contribuito ad interpretare quello che lui ha definito come uno dei tre "più caratteristici personaggi dei videogiochi" insieme a Wheatley e GLaDOS. Ryan Kuo di The Wall Street Journal ha scritto che "gli annunci burberi" di Johnson "sono in un qualche modo più irritanti di quelli della sua controparte artificiale" e che "nel bene e nel male, è anche impossibile non riconoscere J.K. Simmons sapendo che è lui a parlare".
G. Christopher Williams, professore associato di inglese alla University of Wisconsin-Stevens Point ha scritto che la relazione tra Caroline e Cave Johnson "rispetta il proverbio secondo cui dietro ogni grande uomo c'è sempre una grande donna", poiché Johnson dipende da Caroline sia sotto il punto di vista professionale che sotto quello personale". Ha aggiunto che "quando Johnson avverte gli ascoltatori che Caroline, anche se è 'bella come una cartolina', è off-limits perché 'È sposata. Con la scienza.', è possibile che stia ammonendo eventuali corteggiatori per motivi personali" e che "è lui la 'scienza' che Caroline ha sposato."